# Scutellaria valdiviana
Scutellaria valdiviana, conocido comúnmente como teresa,  es una planta herbácea de la familia Lamiaceae.

## Descripción
Es un subarbusto perennifolio, trepador o extendido de hasta 1,5 m de altura. Ramas delgadas, flexibles
con pelos cortos extendidos. Hojas opuestas a decusadas, cordadas, coriáceas, margen entero a gruesamente denticulado; pecíolo 2-3 mm, densamente pubescente. Inflorescencia en forma de un racimo terminal, de 3-10 cm, pedicelos 2,5-4 mm,  tubo corolar de aproximadamente 15 mm, glabro, rojiza purpúrea; floración entre septiembre y octubre. Los frutos son unas nuecesitas lisas, sin alas; negruzcas, con maduración entre diciembre y enero.

## Distribución y hábitat
Es un endemismo de Chile, que se distribuye por la Cordillera de la Costa de la VII Región (provincia de Talca). En 1937 y 1939 fue colectada por Gunckel en la zona costera de la X Región (provincia de Valdivia), pero desde esas fechas no ha sido vista en este lugar. Se encuentra a una altitud de entre los 50 y 300 metros, asociada a claros o a los bordes de bosques húmedos y sombríos. Crece asociada a pequeños remanentes de bosque nativo con Aextoxicon punctatum, Luma apiculata, Nothofagus alessandrii y Nothofagus glauca.

## Taxonomía
Scutellaria valdiviana fue descrita por (Clos) Epling  y publicado en Repertorium Specierum Novarum Regni Vegetabilis, Beihefte 85: 180. 1936.
Etimología
Scutellaria: nombre genérico que deriva de la  palabra griega: escutella que significa "un pequeño plato, bandeja o plato", en referencia a los sépalos que aparecen de esta manera durante el período de fructificación.
valdiviana: epíteto geográfico que alude a su localización en la Provincia de Valdivia.
Sinonimia
- Theresa valdiviana Clos[4][5]